# Образование (национальный проект)

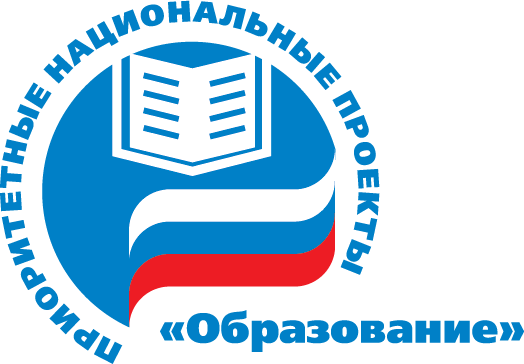
Эмблема национального проекта «Образование»

Национальный проект «Образование» — программа по повышению качества образования, объявленная Президентом России Владимиром Путиным в 2005 году в рамках реализации четырёх приоритетных национальных проектов.

## Основные направления проекта
- Стимулирование инноваций в сфере образования
- Подключение школ к интернету
- Поддержка талантливой молодёжи
- Организация начального профессионального образования для военнослужащих
- Организация сети национальных университетов и бизнес-школ
- Дополнительные выплаты за классное руководство
- Поощрение лучших учителей (ежегодно с 2006 по 2009 г. 10 тысяч лучших учителей получали 100 тыс. рублей., а с 2010 года 1 тысяча лучших учителей по 200 тыс. рублей)
- Поставка школьных автобусов в сельскую местность
- Укомплектование школ дотационных регионов учебным оборудованием.

## Итоги реализации в 2006 году
30 марта 2007 года на коллегии министерства образования и науки были подведены итоги работы в 2006 году. На реализацию проекта было выделено 29 млрд руб.

### Поддержка и развитие лучших образцов отечественного образования
Государственную поддержку получили 3 тыс. инновационных школ (по 1 млн руб.) и 10 тыс. лучших учителей (по 100 тыс. руб.). 5350 молодых победителей различных олимпиад и всероссийских и международных конкурсов, фестивалей получили премии для поддержки талантливой молодёжи по 60 и 30 тыс. руб.

### Внедрение современных образовательных технологий
В школы было направлено 5113 комплектов учебного оборудования (интерактивное оборудование INTERWRITE), к интернету подключено более 18 тыс. школ. В сельскую местность поставлено 1769 школьных автобусов.

### Поддержка инновационных вузов
19 мая 2006 года Министерство образования и науки РФ определило первые 17 лучших инновационных программ высших учебных заведений. Общий объём финансирования: 10 млрд. рублей; срок выполнения программ: 2006—2007 год.
28 февраля 2007 года были определены дополнительные (вторая очередь) 40 лучших инновационных программ. Общий объём финансирования: 20 млрд рублей; срок выполнения программ: 2007—2008 год.
Государственная поддержка победителям конкурса предоставлена в форме субсидий в пределах ассигнований, предусмотренных на эти цели в федеральном бюджете. Субсидии вузам предоставлены для приобретения лабораторного оборудования, разработки и приобретения программного и методического обеспечения, повышения квалификации и профессиональной переподготовки научно-педагогического и другого персонала вуза.

### Подключение школ к интернету
На 12 октября 2011 года 97% школ было подключено к Интернету. В настоящее время все 100% школ имеют доступ к Интернету, идет переход на широкополосный высокоскоростной доступ 100 Мбит/с.

### Создание новых вузов
Создано два первых федеральных университета — Южный и Сибирский. На их создание было предусмотрено на 2006 год выделение средств из федерального бюджета в объёме 2 млрд рублей.
Южный федеральный университет создан в Ростове-на-Дону на базе:
- Ростовского государственного университета,
- Ростовской государственной академии архитектуры и искусства,
- Ростовского государственного педагогического университета,
- Таганрогского государственного радиотехнического университета.

Сибирский федеральный университет создан в Красноярске на базе:
- Красноярского государственного университета,
- Красноярской государственной архитектурно-строительной академии,
- Красноярского государственного технического университета,
- Государственного университета цветных металлов и золота.

Немаловажное значение в контексте конкурентоспособности системы образования имеет вопрос создания бизнес—школ мирового уровня, причём с обязательным участием бизнес-сообщества. Решения о создании таких школ приняты: одна за счёт средств федерального бюджета и привлечённых средств на базе Санкт-Петербургского государственного университета, а другая за счёт средств бизнес-сообщества в Москве.
На создание бизнес-школы в Санкт-Петербурге в 2006 году выделено 500 млн рублей.
Также в 2012 году был создан Северо-Кавказский федеральный университет в городе Ставрополе.